# Энтони, Эмджей
Эмджей Энтони (англ. Emjay Anthony; род. 1 июня 2003, Клируотер-Бич) — американский актёр.

## Биография
Эмджей Энтони родился 1 июня 2003 года в Клируотер-Бич, Флорида, США. Родители — Триша и Майкл Салазар. У Эмджея есть сестра, которая старше его на 10 лет.
Дебютировал в кино в 2009 году в фильме «Простые сложности». Получил известность благодаря ролям в фильмах «Повар на колёсах», «Дивергент, глава 2: Инсургент» и «Крампус». За роль в последнем Эмджей в 2016 году был номинирован на премию «Молодой актёр» в категории «Best Performance in a Feature Film — Leading Young Actor (11 — 13)».

## Фильмография
| Год          |    | Русское название                  | Оригинальное название                         | Роль                     |
| ------------ | -- | --------------------------------- | --------------------------------------------- | ------------------------ |
| 2009         | ф  | Простые сложности                 | It's Complicated                              | Педро Адлер              |
| 2012         | тф | Эпплбаум                          | Applebaum                                     | Сэм                      |
| 2012         | с  | Анатомия страсти                  | Grey's Anatomy                                | Оливер                   |
| 2013         | с  | Менталист                         | The Mentalist                                 | Марвин Петтигрю          |
| 2013         | ф  | Необычный герой: Суперглухое кино | No Ordinary Hero: The SuperDeafy Movie        | Дин                      |
| 2014         | ф  | Повар на колёсах                  | Chef                                          | Перси                    |
| 2014         | с  | Рейк                              | Rake                                          | Адам Лайон               |
| 2015         | тф | Только для членов                 | Members Only                                  | Эван                     |
| 2015         | ф  | Дивергент, глава 2: Инсургент     | The Divergent Series: Insurgent               | Гектор                   |
| 2015         | ф  | Крампус                           | Krampus                                       | Макс Энджел              |
| 2016         | тф | Искусство сделки Дональда Трампа  | Donald Trump's The Art of the Deal: The Movie | ребёнок №1               |
| 2016         | ф  | Книга джунглей                    | The Jungle Book                               | молодой волк №1, озвучка |
| 2016         | ф  | Очень плохие мамочки              | Bad Moms                                      | Дилан                    |
| 2016         | ф  | Инкарнация                        | Incarnate                                     | Джейк Эмбер              |
| 2017         | с  |                                   | What Would Diplo Do?                          | Джексон                  |
| 2017         | ф  | Очень плохие мамочки 2            | A Bad Moms Christmas                          | Дилан                    |
| 2018         | ф  | Репродукция                       | Replicas                                      | Мэтт Фостер              |
| 2020         | с  | Рассказы из Петли                 | Tales from the Loop                           | молодой Джордж           |
| 2020         | с  | Совет отцов                       | Council of Dads                               | Тео Перри                |
| 2024 — н. в. | с  | Истерия!                          | Hysteria!                                     | Дилан Кэмпбелл           |

## Награды и номинации
| Год  | Награда       | Категория                                                                             | Работа   | Результат |
| ---- | ------------- | ------------------------------------------------------------------------------------- | -------- | --------- |
| 2013 | Молодой актёр | Best Performance in a TV Movie, Miniseries, Special or Pilot — Supporting Young Actor | Эпплбаум | Номинация |
| 2016 | Молодой актёр | Best Performance in a Feature Film — Leading Young Actor (11 — 13)                    | Крампус  | Номинация |